# Ley de Hlothhere y Eadric
La Ley de Hlothhere y Eadric es un texto legal anglosajón. Se atribuye a los reyes keniatas Hlothhere de Kent (muerto en 685) y Eadric de Kent (muerto en 686), y por lo tanto se cree que data de la segunda mitad del siglo VII. Es uno de los tres primeros códigos keniatas existentes, junto con la Ley de Ethelberto de principios del siglo VII y la Ley de Wihtred de principios del siglo VIII. Escrito en un lenguaje más moderno que estos, la Ley de Hlothhere y Eadric se centra más en el procedimiento legal y no tiene contenido religioso.

## Procedencia

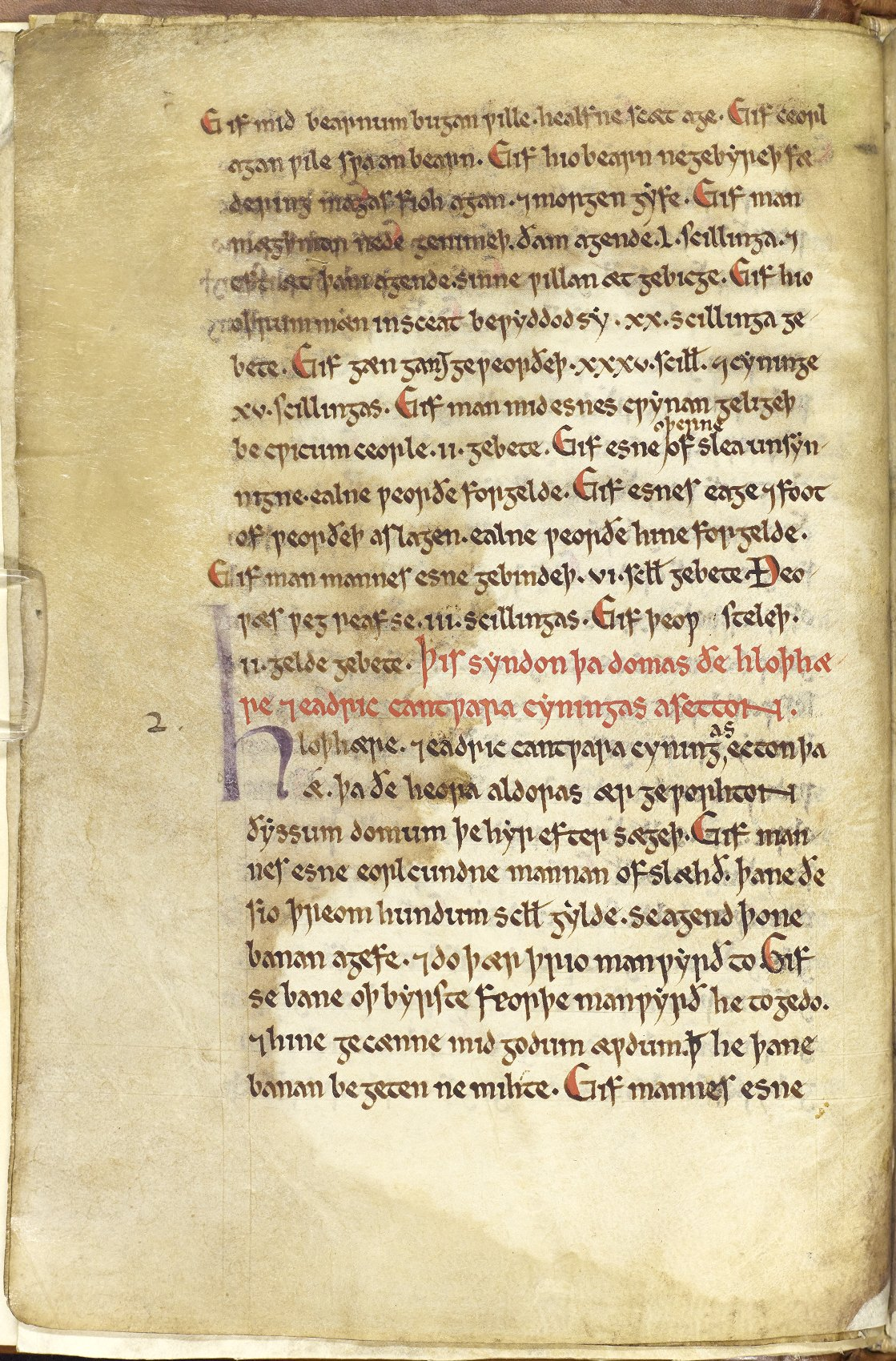
Primera página de la Ley de Hlothhere y Eadric en el Textus Roffensis. De la biblioteca de la catedral de Rochester, manuscrito A.3.5.

La Ley, como su nombre lo indica, se atribuye a los reyes de Kent Hlothhere (muerto en 685) y Eadric (muerto en 686): esto se indica en la rúbrica así como en el prólogo del texto principal. Se cree que el primero reinó desde 673 hasta 685, mientras que Eadric gobernó durante un año y medio hasta su muerte en 686. El texto no indica que Hlothhere y Eadric gobernaron juntos cuando se emitió, por lo que es posible que se unieran los decretos de dos reinados.
Como los otros códigos keniatas, la ley de Hlothhere y Eadric sobrevive en un único manuscrito, conocido como Textus Roffensis o el "Códice de Rochester". Esta es una compilación de material histórico y legal anglosajón reunida a principios de 1120 bajo Ernulf, obispo de Rochester. La ley de Hlothere y Eadric ocupa los folios 3v a 5r.
A pesar de ser de fecha similar, el inglés antiguo de Hlothhhere y la ley de Eadric es menos arcaico que el lenguaje de la Ley de Ethelberto (principios del siglo VII) o la Ley de Wihtred (principios del siglo VIII). El lenguaje parece haber sido «actualizado» [Oliver] en una fecha posterior, y esto puede indicar que entre los códigos kentistas pasó por una ruta de transmisión única, quizás siendo consultado más intensamente que los otros dos. Sin embargo, también es posible que esto sea un accidente de evidencia, y que otras versiones similarmente «actualizadas» existieron una vez para los otros dos códigos: simplemente no eran las versiones copiadas por el escriba de Textus Roffensis.

## Contenido
El contenido consiste en una serie de domas, «condenas» o juicios, y aunque proporciona información histórica sobre la compensación kentífrica y la gestión del orden público, se centra más en el procedimiento que los otros dos códigos kentistas. Hay once grupos distintos de disposiciones según la editora más reciente del texto, Lisi Oliver, aunque F. L. Attenborough lo había desglosado previamente en quince. Sorprendentemente, no hay disposiciones directamente relacionadas con la iglesia.
Las disposiciones se ordenan más bien según el delito, como fue el caso en la Ley de Ethelberto, según el rango social. El contenido de la ley, por disposición, es el siguiente:
1. Compensación por el asesinato de un noble por un sirviente
2. Compensación por el asesinato de un hombre libre por un sirviente
3. Acusaciones de robo de personas y compulsión por el acusado
4. Disposiciones para la familia de los hombres libres muertos: custodia materna y asignación de un tutor masculino del pariente paterno hasta que el niño alcance la edad de 10 años
5. Cómo tratar con la propiedad robada y aquellos que la poseen
6. Cómo presentar una acusación: acusaciones, garantías y juramentos
7. Multas por insultos y alteración de la paz
8. Hospitalidad y responsabilidad por el comportamiento de los huéspedes extranjeros
9. Adquisición de propiedades en Londres («Lundenwic»)

La ley, en particular la disposición 6, es importante para que los historiadores comprendan el proceso de arbitraje anglosajón. Una persona, una vez acusada, debe prestar juramento prometiendo acatar la decisión de un juez o aceptar una multa de 12 chelines. El acusador y el acusado deben tratar de buscar un árbitro aceptable para ambos. Si el acusado se niega a cooperar, se le impondrá una multa de 100 chelines, una wergeld, y se le prohibirá jurar su inocencia en el futuro.
También es importante para mostrar que el reino de Kent tenía el control de Londres a finales del siglo VII. La disposición 11 establece que los hombres kentistas que compren propiedades en Londres deben hacerlo en público en presencia de dos o tres hombres libres de buena reputación o bien ante el wicgerefan del rey. Un predecesor de estos reyes, Eadbaldo de Kent hijo de Ethelberto (muerto en 640), había emitido una moneda en Londres a principios del siglo VII.